# ميخائيل والر روبنسون
ميخائيل والر روبنسون (بالإنجليزية: Michael Waller Robinson)‏ هو سياسي أمريكي، ولد في 13 أكتوبر 1837 في فولتون في الولايات المتحدة، وتوفي في 23 يوليو 1912 في شيكاغو في الولايات المتحدة. حزبياً، نشط في الحزب الديمقراطي. وقد انتخب عضو مجلس نواب ولاية ميسوري.